# Kaupang

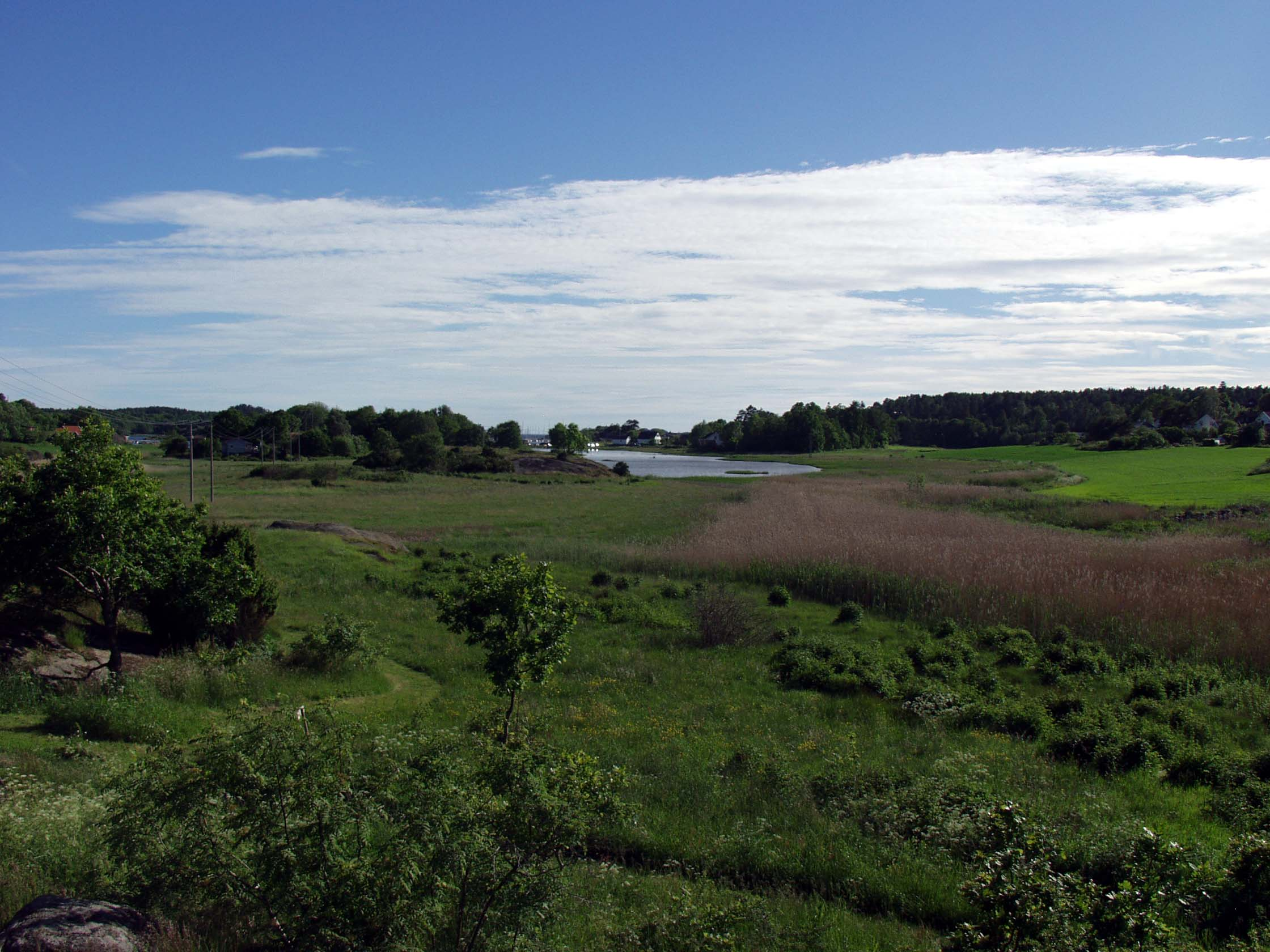
Kaupang

Kaupang (norska, motsvarande det svenska ordet "köping" och finska ordet "kaupunki" som betyder stad) är ett norskt ortnamn som ursprungligen avsåg handelsplatser.
Det finns flera forntida städer i Norge som kallats Kaupang, men vanligtvis så avses Skiringssal i Vestfold fylke, vilken är den äldsta daterade staden i Norge. Omfattande arkeologiska undersökningar har kunnat fastställa, att detta är platsen för den forntida handelsstaden, som var mycket betydande under vikingatiden och kan jämställas med Birka i Uppland och Hedeby i Schleswig-Holstein. 
Andra äldre städer med detta namn i Norge är Kaupanger i Sogn og Fjordane fylke, berömt för sin stavkyrka, och Kaupangen i Trønderheimen (även känd som Kaupangen i Nidaros) som ligger i dagens Trondheim.
Namnformen motsvaras i svenska av köping och förekommer till exempel i Köping på Öland som under vikingatiden var en viktig handelsplats. På Gotland förekommer flera ortnamn Kaupungs med liknande betydelse.